# Бетховен, Иоганн ван
Иоганн ван Бетховен (нем. Johann van Beethoven; 1740, Бонн — 18 декабря 1792, Бонн) — немецкий певец-тенор, отец композитора Людвига ван Бетховена.

## Биография
Иоганн ван Бетховен родился около 1739 или 1740 года в семье певца Людвига ван Бетховена (1712—1773) и его жены Марии Джозефы ван Бетховен (урождённой Болл) (1713—1775).
12 ноября 1767 года женился на 19-летней Марии-Магдалине Лейм, дочери придворного повара Иоганна Генриха Кевериха (1701—1759) и вдове камергера-избирателя Иоганна Лейма (1733—1765).
Незадолго до рождения сына Людвига подал заявление на должность в соборе Ламберта Маастрихтского в Льеже, где его отец уже работал певцом, но заявление было отклонено из-за сопротивления курфюрста Австрии Максимилиана Франца. В это время у Иоганна ван Бетховена усилилась алкогольная зависимость, что сказалось и на его голосе; только влияние первого министра Каспара Антона фон Бельдербуша спасло его от серьёзных профессиональных трудностей.
После неудачи семья Бетховена переехала в дом на Боннгассе № 515 (сегодня № 20), где родился композитор. Другими адресами, где жила семья, были Райнгассе, Нойгассе и Венцельгассе № 476 (сегодня № 25) — дом, где умерла Мария-Магдалина.
В 1787 году, после смерти жены Марии-Магдалины и дочери Марии Маргариты Хосефы, Иоганн потерял контроль над своей жизнью и поддался алкоголю. Сыну Людвигу была доверена забота о младших братьях и сестрах, и в связи с этим он получал половину жалованья отца. Осенью 1789 года он как раз и смог предотвратить перевод отца в качестве наказания, обратившись к курфюрсту.
Иоганн ван Бетховен умер 18 декабря 1792 года в Бонне в возрасте 52-х лет.